# Berthe Lamare
Berthe Lamare (1880-1954) est une cantatrice soprano française, membre de la troupe de l’Opéra-Comique. Elle interpréta à de très nombreuses reprises en France et à l’étranger Madame Butterfly de Puccini.

## Biographie
Charlotte-Berthe Lamare dite Berthe Lamare est née à Paris le 4 avril 1880. Elle est la fille du peintre Alphonse-Eugène Lamare (1852-1931) et de Jeannette Doublon épouse Lamare. 
Elle apprend le chant au Conservatoire national de musique de Paris. Après avoir obtenu trois seconds prix en 1905, elle reçoit l’année suivante les trois premiers prix de chant, d’opéra et d’opéra comique et rejoint rapidement la troupe de l’Opéra-Comique en 1906. 
Berthe Lamare fait ses débuts en septembre 1906 dans l’opéra Werther de Jules Massenet dont elle fera soixante représentations. Elle tiendra notamment le rôle d’Elena dans l’opéra Ivan le Terrible de Raoul Gunsbourg. 
En 1910 elle tient à l’Opéra-Comique le rôle de Neda lors de la création de Paillasse de Ruggero Leoncavallo.
En 1912 elle interprète la Tosca à Tunis puis en 1913 elle joue l’un de ses rôles phares, Madame Butterfly au Caire, où elle reçoit un grand succès. 
Elle s’essaiera par la suite à la comédie auprès de Jean Cocteau en 1932 avec La Voix humaine. 
Berthe Lamare est morte à Paris le 4 mai 1954.